# Bisschoppelijk paleis van Haarlem
Het bisschoppelijk paleis te Haarlem was een gebouwencomplex met ambtswoning van de bisschop van het bisdom Haarlem-Amsterdam en dienstgebouwen.
Het hoofdgebouw is een patriciërshuis aan de Nieuwe Gracht, dat rond 1725 werd gebouwd voor Anna Maria Muilman. Sinds 1858 was het gebruik als bisschoppelijk paleis. In 1880 werd het uitgebreid met een bouwdeel in neorenaissancestijl, dat de hoek met de Kruisweg beslaat waar kantoren van het bisdom werden gevestigd.
In 2013 besloot het bisdom het complex te verkopen. Aanvankelijk was er sprake van dat er een hotel in het complex zou komen, maar door gebrek aan overeenstemming met de gemeente en monumentenzorg werd toen van de verkoop afgezien.
In 2016 werden de panden alsnog verkocht en verbouwd tot stadsappartementen. Sindsdien is de ambtswoning gevestigd in de plebanie van de kathedraal. De kantoren met diocesane diensten zijn gevestigd op landgoed De Tiltenberg in Vogelenzang.